# Essert-sous-Champvent
Essert-sous-Champvent es una localidad y antigua comuna suiza del cantón de Vaud, situada en el distrito de Jura-Nord vaudois. Desde el 1 de enero de 2012 hace parte de la comuna de Champvent.

## Historia
El lugar fue mencionado por primera vez en 1095 bajo el nombre de Exertas. La comuna formó parte hasta el 31 de diciembre de 2007 del distrito de Yverdon, círculo de Champvent. La comuna mantuvo su autonomía hasta el 31 de diciembre de 2011. El 1 de enero de 2012 pasó a ser una localidad de la comuna de Champvent, tras la fusión de las antiguas comunas de Champvent, Essert-sous-Champvent y Villars-sous-Champvent.

## Geografía
La antigua comuna limitaba al norte con la comuna de Valeyres-sous-Montagny, al este con Montagny-près-Yverdon, al sur con Villars-sous-Champvent, y al oeste con Champvent y Vuiteboeuf.

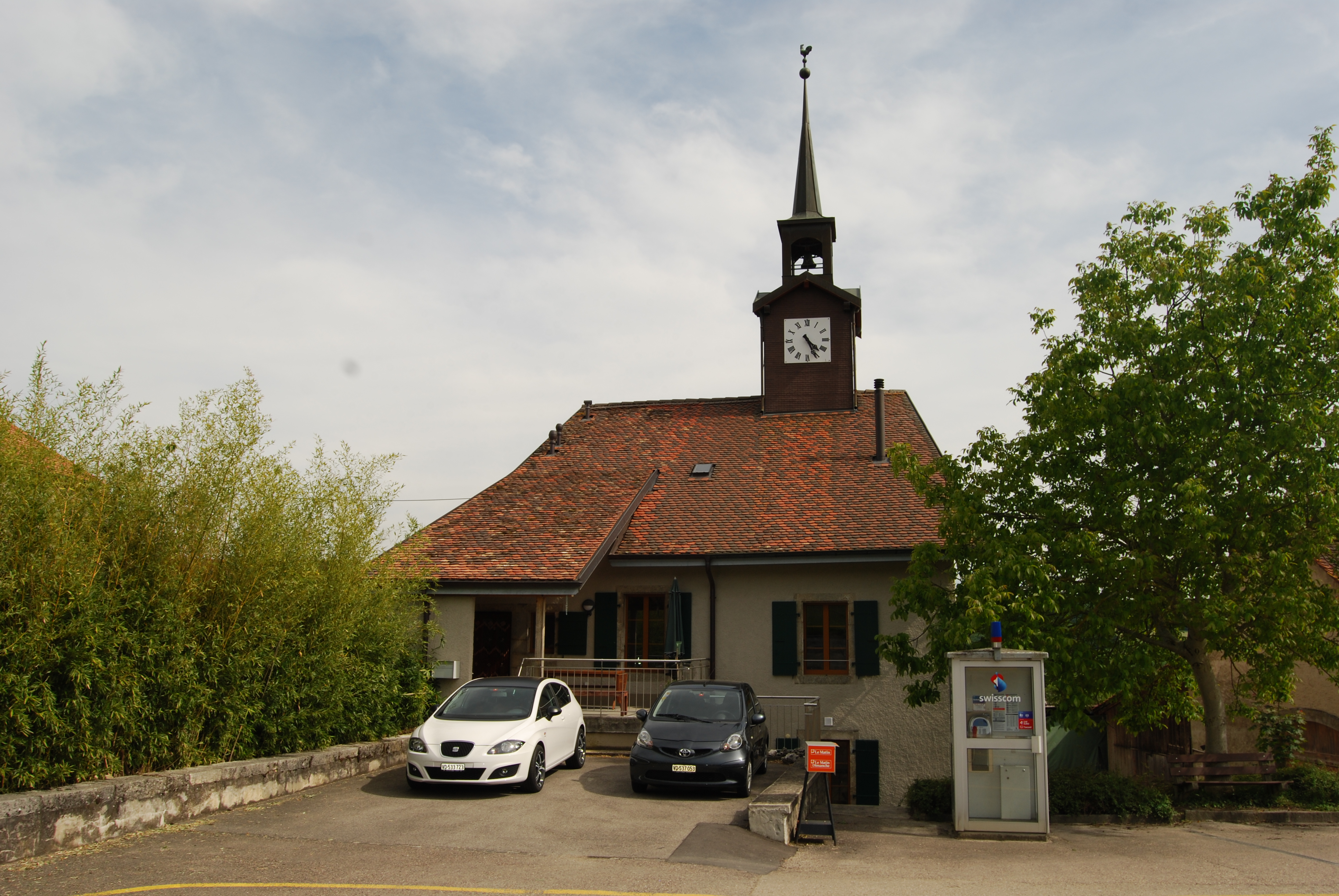
Vista de Essert-sous-Champvent.